# Guga (futebolista, 1998)
Cláudio Rodrigues Gomes (Rio de Janeiro, 29 de agosto de 1998), conhecido apenas como Guga, é um futebolista brasileiro que atua como lateral-direito. Atualmente, joga pelo Fluminense. 
Seu apelido se deve ao seu cabelo, semelhante ao do ex-tenista brasileiro, Gustavo Kuerten.

## Carreira

### Fluminense
Guga chegou ao CT de Xerém por volta de 2008-09, para jogar na categoria Sub-11. Na época, foi treinado por Daniel Pinheiro, que hoje trabalha como auxiliar técnico de Ricardo Resende no Sub-20.
Após atingir a idade limite da categoria, o lateral subiu para o Sub-13 e acabou sendo dispensado pelo tricolor. Guga não desistiu de tentar vestir a camisa tricolor e retornou futuramente à Xerém para fazer testes, só que dessa vez na categoria no Sub-15. Ele acabou não sendo aprovado nos testes e foi para o Avaí.

### Avaí
Nas categorias de base do Avaí, ainda no Sub-20 da base do clube catarinense, se destacou por ótimas exibições pelo Catarinense e pela Copa do Brasil Sub-20, ambas de 2017. Na temporada de 2018, foi um dos destaques do Avaí na Série B de 2018, conquistando o acesso à Série A, de 2019.

### Atlético Mineiro
Em 28 de dezembro de 2018, o Atlético acertou sua contratação por R$ 8 milhões por 70% de seu passe. Na temporada de 2019, Guga foi um dos líderes de assistências do alvinegro no Campeonato Brasileiro, ao lado de Marquinhos, com três passes para gols. No ano de 2020 assumiu a titularidade do time que terminou em 3º no Brasileirão de 2020, fazendo 41 jogos na temporada.

### Fluminense
Em 14 de dezembro de 2022, foi anunciado como o primeiro reforço do Fluminense para a temporada de 2023, retornando ao clube que havia defendido nas categorias de base. Em 28 de agosto de 2023, Guga marcou seu primeiro gol pelo Fluminense no empate em 2 a 2 com o Athletico Paranaense, pelo Brasileirão. No dia 04 de novembro de 2023, Guga sagrou-se campeão da Copa Libertadores da América, tendo participado de 06 dos 13 jogos do Tricolor das Laranjeiras na campanha do título. Na final, Guga entrou em campo aos 39' da segunda etapa, tendo atuado ainda durante toda a prorrogação.[carece de fontes?]

## Seleção Brasileira

#### Sub-23
Com poucas semanas pelo Galo, o lateral-direito firmou como titular da equipe e não demorou a ser convocado para a Seleção Brasileira. O jovem atleta foi chamado para a disputa do Torneio de Toulon. Com a amarelinha, o jogador foi campeão sendo importante durante várias partidas e atuou na decisão contra a Seleção Japonesa. Nos últimos meses do ano e início de 2020, foi presença certa nas convocações da Seleção Brasileira Sub-23.
No dia 25 de maio de 2021 foi convocado para a Seleção Pré-olímpica substituindo Emerson Royal que foi convocado de última hora para a seleção principal devido a lesão do lateral-direito Daniel Alves.

## Estatísticas
Atualizado em 13 de agosto de 2025.
| Clube             | Temporada         | Liga  | Liga | Estadual | Estadual | Copa Nacional | Copa Nacional | Continental | Continental | Outros | Outros | Total | Total |
| Clube             | Temporada         | Jogos | Gols | Jogos    | Gols     | Jogos         | Gols          | Jogos       | Gols        | Jogos  | Gols   | Jogos | Gols  |
| ----------------- | ----------------- | ----- | ---- | -------- | -------- | ------------- | ------------- | ----------- | ----------- | ------ | ------ | ----- | ----- |
| Avaí              | 2018              | 36    | 3    | 10       | 1        | 5             | 0             | —           | —           | —      | —      | 51    | 4     |
| Total             | Total             | 36    | 3    | 10       | 1        | 5             | 0             | —           | —           | —      | —      | 51    | 4     |
| Atlético Mineiro  | 2019              | 18    | 0    | 12       | 0        | 1             | 0             | 6           | 0           | —      | —      | 37    | 0     |
| Atlético Mineiro  | 2020              | 32    | 1    | 7        | 0        | 1             | 0             | 1           | 0           | —      | —      | 41    | 1     |
| Atlético Mineiro  | 2021              | 25    | 0    | 7        | 1        | 4             | 0             | 5           | 0           | —      | —      | 41    | 1     |
| Atlético Mineiro  | 2022              | 22    | 0    | 9        | 0        | 2             | 0             | 5           | 0           | 1      | 0      | 39    | 0     |
| Total             | Total             | 97    | 1    | 35       | 1        | 8             | 0             | 17          | 0           | 1      | 0      | 158   | 2     |
| Fluminense        | 2023              | 22    | 1    | 8        | 0        | 4             | 0             | 6           | 0           | 1      | 0      | 41    | 1     |
| Fluminense        | 2024              | 10    | 0    | 6        | 0        | 3             | 0             | 7           | 0           | 0      | 0      | 26    | 0     |
| Fluminense        | 2025              | 9     | 1    | 7        | 0        | 5             | 0             | 4           | 0           | 3      | 0      | 28    | 1     |
| Total             | Total             | 41    | 2    | 21       | 0        | 12            | 0             | 17          | 0           | 4      | 0      | 95    | 2     |
| Total na carreira | Total na carreira | 174   | 6    | 66       | 2        | 25            | 0             | 34          | 0           | 5      | 0      | 304   | 8     |

1. ↑  Cinco jogos de Copa Libertadores, um jogo de Copa Sul-Americana
2. ↑  Jogo(s) de Copa Sul-Americana
3. 1 2  Jogo(s) de Copa Libertadores
4. ↑  Jogo de Supercopa do Brasil

## Títulos
Atlético Mineiro
- Campeonato Mineiro: 2020, 2021 e 2022
- Campeonato Brasileiro: 2021
- Copa do Brasil: 2021
- Supercopa do Brasil: 2022

Fluminense
- Taça Guanabara:  2023
- Campeonato Carioca: 2023
- Copa Libertadores Da América: 2023
- Recopa Sul-Americana: 2024

Seleção Brasileira
- Torneio Internacional de Toulon: 2019